# Janine Tavernier (écrivaine)
Ne doit pas être confondu avec Janine Tavernier.
Claire Janine Tavernier Atterbury (née le 23 mars 1935 à Port-au-Prince et morte le 27 février 2019 à Tampa en Floride) est une poète, romancière et universitaire haïtienne.

## Biographie
Elle est née en 1945 à Port-au-Prince. Elle effectue ses études primaires et secondaires dans un établissement catholique de la ville. Elle se marie très tôt, et construit avec son mari une famille avec cinq enfants. Au début des années 1960, elle commence à se consacrer à l'écriture et publie des articles et des recueils de poésie en Haïti. Elle est proche du groupe littéraire Haïti Littéraire comprenant notamment notamment Anthony Phelps, René Philoctète, Roland Morisseau, Villard Denis (appelé aussi Daverige) et Serge Legagneur, et appartient à une nouvelle génération de poètes haïtiens. En 1967, au début du régime duvaliériste, elle  quitte le pays avec sa famille et choisit de s'installer aux États-Unis.
Elle y mène notamment des études supérieures, à l'université d'État de San Francisco en Californie, en lettres françaises (cum laude), à l'New York University, en langue française et en civilisation française, puis à l’université de Californie à Davis où elle obtient un doctorat en littéraire française avec une spécialité en francophonie. En 2005, elle revient à Haïti. Elle enseigne ensuite de 1984 à 2002. Depuis 2007, elle est retraitée de l'enseignement. Elle meurt à Tampa en Floride le 27 février 2019,.

## Principales publications

### Poésie
- 1961 : Ombres ensoleillées, Port-au-Prince, Gervais A. Louis.
- 1962 : Sur mon plus petit doigt. Port-au-Prince, Imprimerie Serge L. Gaston.
- 1963 : Splendeur, Port-au-Prince, Imprimerie S. Bissainthe.
- 1982 : Naïma, fille des dieux. Préface de Jean F. Brierre et Roger Dorsinville, Sherbrooke, Naaman.
- 2010 : Sphinx du laurier rose, Port-au-Prince, Éditions Khus Khus / Imprimerie Le Natal.
- 2014 : Ombre ensoleillée suivi de Splendeur, Port-au-Prince, Legs Édition.

### Romans
- 2000 : Fleurs de muraille, Montréal, CIDIHCA.
- 2007 : La Gravitante, Port-au-Prince, Presses Nationales d’Haïti.

### Thèse de doctorat
- 2002 : Une Tentative de morphologie du conte haïtien suivie d’une analyse psychologique, Université de Californie, Davis.